# Astragalus delicatulus
Astragalus delicatulus är en ärtväxtart som beskrevs av Dieter Podlech. Astragalus delicatulus ingår i släktet vedlar, och familjen ärtväxter. Inga underarter finns listade i Catalogue of Life.